# 이요오히라역
이요오히라역(일본어: 伊予大平駅)은 일본 에히메현 이요시에 있는 시코쿠 여객철도 요산선의 역이다. 역 번호는 U07이며, 단선 승강장 1면 1선의 구조를 지닌 성토역이다.

## 역 주변
- 국도 제56호선

## 역사
- 1986년 3월 3일 : 개업.
- 1987년 4월 1일 : 민영화에 따라, 시코쿠 여객철도로 이관.

## 인접 정차역
| 시코쿠 여객철도 요산선          | 시코쿠 여객철도 요산선 | 시코쿠 여객철도 요산선          |
| ------------------------------- | ---------------------- | ------------------------------- |
| U 06 무카이바라 무카이바라 방면 | 요산 선                | 이요나카야마 U 08 이요오즈 방면 |